# 6603 Marycragg
A 6603 Marycragg (ideiglenes jelöléssel 1990 KG) a Naprendszer kisbolygóövében található aszteroida. Eleanor F. Helin fedezte fel 1990. május 19-én.